# Astoria (Dacota do Sul)
Astoria é uma cidade  localizada no estado norte-americano de Dacota do Sul, no Condado de Deuel.

## Demografia
Segundo o censo norte-americano de 2000, a sua população era de 150 habitantes. 
Em 2006, foi estimada uma população de 135, um decréscimo de 15 (-10.0%).

## Geografia
De acordo com o United States Census Bureau tem uma área de 0,4 km², dos quais 0,4 km² cobertos por terra e 0,0 km² cobertos por água.

## Localidades na vizinhança
O diagrama seguinte representa as localidades num raio de 28 km ao redor de Astoria. 